# Hemiaulaceae

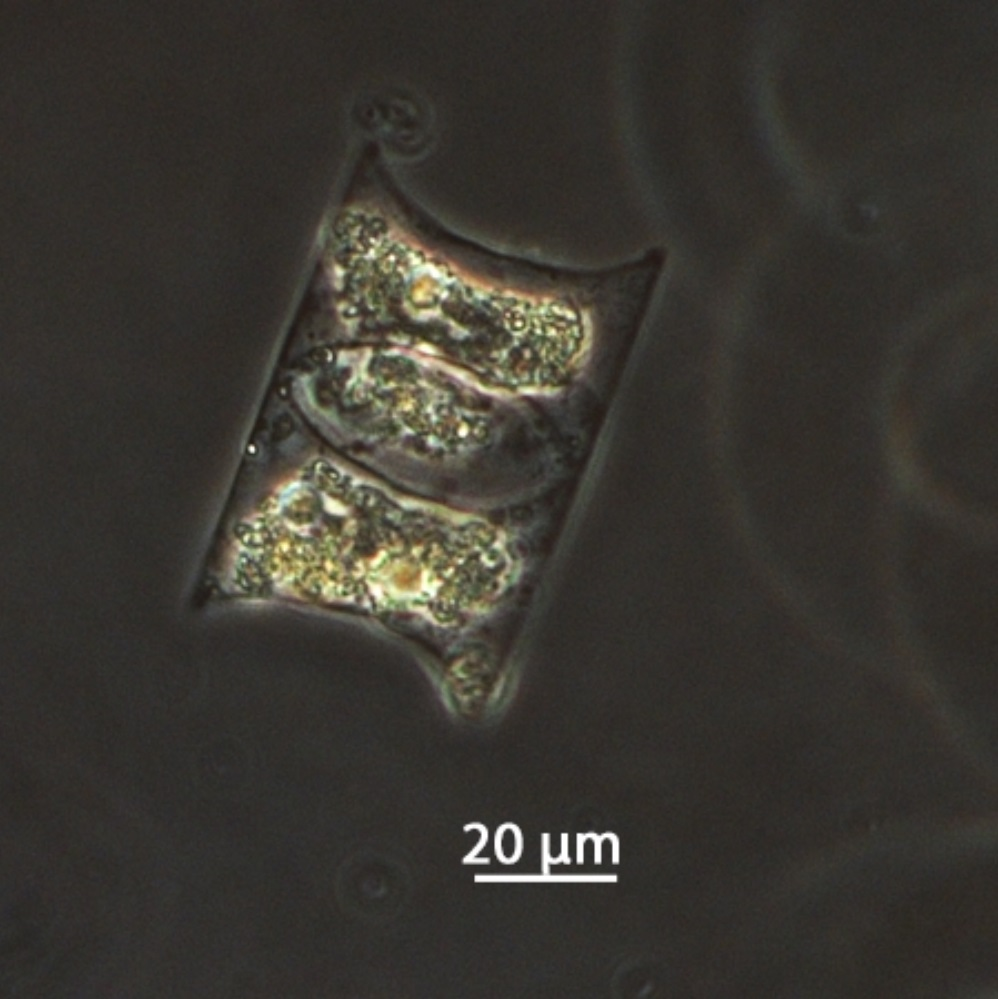
Hemiaulus membranaceus [Hemiaulus membranacea], Frustel, vom Atlantik, November 2015, Expedition der Polarstern

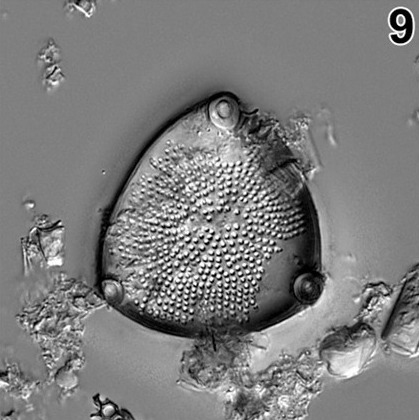
LM-Aufnahme von Abas witti aus dem Eozän. Blake Nose, westl. Nordatlantik.

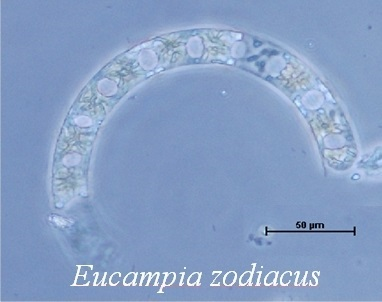
LM-Aufnahme von Eucampia zodiacus

Die Kieselalgen-Familie Hemiaulaceae  umfasst vier Gattungen mit lebenden (rezenten) Arten (Cerataulina, Climacodium, Eucampia und die Typusgattung Hemiaulus), dazu kommt (aufgrund ihrer harten Silikatschalen) eine größere Zahl von Gattungen, die ausnahmslos fossil belegt sind, und von denen man (ebenfalls) annimmt, dass sie alle in marinen Umgebungen lebten.

## Beschreibung
Wie von Patricio Rivera et al. 2003 berichtet, kommen alle vier rezenten (marinen) Gattungen in den Küstengewässern Chiles vor.
Das Team führte ausführliche licht- und elektronenmikroskopische Untersuchung von Meeresproben sowohl von der chilenischen Küste als auch der Antarktischen Halbinsel durch.
Charakteristisch für Vertreter der Familie Hemiaulaceae sind nach Hasle & Syvertsen 1996:
1. die Bildung von Ketten durch gegenseitige Verbindung einer Ausbuchtung an jedem Ende der Schalen,
2. der Vorhandensein von poroiden Areolen[4],
3. ein Lippenfortsatzes an jeder Schale (Rimoportula[5]) und
4. ihre zahlreichen kleinen Chloroplasten.

Die vier rezenten Gattungen unterscheiden sich grundsätzlich in den Merkmalen der Schalen (Form, Länge), der Erhebungen (Rippen) auf der Schalenoberfläche und der Form ihrer Ketten (gerade bzw. gekrümmt).

## Systematik
Liste der Gattungen nebst einiger Arten (Auswahl), Stand 31. Januar 2025:
Familie Hemiaulaceae Heiberg, 1863(A,W,N)
– Gattungen mit lebenden (rezenten) Arten:
- Cerataulina H. Peragallo ex F. Schütt, 1896(A,W,N)
  - Cerataulina pelagicaᵀ (Cleve) Hendey, 1937(A) [Cerataulina bergonii (H. Peragallo) F. Schütt 1896(A)] (Typusart(A), nach WoRMS ist umgekehrt C. pelagica ein Synonym für den gültigen Namen C. bergonii(W))
- Hemiaulus Heiberg, 1863(A,W,N) (ungültig: C. G. Ehrenberg, 1844(A,W)) [Corinna Heiberg 1863(A,W)] – Typusgattung(A)
  - Hemiaulus proteusᵀ (Typusart(A)), H. sinensis, H. membranaceus
- Climacodium A. Grunow, 1868(W,N)[A. 3]
  - Climacodium frauenfeldianumᵀ, C. biconcavum
- Eucampia Ehrenberg, 1839(A,W,N)[2]
  - Eucampia antarctica (Castracane) Mangin, 1937(A) [Moelleria antarctica Castracane, 1886(A)] (nach WoRMS verschoben nach Neomoelleria antarctica (Castrac.) S. Blanco & C. E. Wetzel, 2016, evtl. kein Mitglied der Familie(W))
  - Eucampia biconcava (Cleve) Ostenfeld 1902(A,W) [Climacodium biconcavum Cleve 18972(A,W)]
  - Eucampia cornuta (Cleve) Grunow, 1883(A) [Moelleria cornuta Cleve, 1873(A)] (nach WoRMS verschoben nach Neomoelleria cornuta (Cleve) S. Blanco & C. E. Wetzel, 2016, evtl. kein Mitglied der Familie(W))
  - Eucampia zodiacusᵀ Ehrenberg, 1839(W,A) [E. britannica W. Smith 18569(A), E. nodosa A. W. F. Schmidt 1888(A)] (Typusart(A))

– Rein fossil belegte Gattungen:
- Abas R. Ross & P. A. Sims, 1980(†A,†W)
  - Abas wittiiᵀ  (Grunow) R. Ross & P. A. Sims, 1980(†A) (Typusart, monotypisch)
- Ailuretta P. A. Sims, 1986(A,†W)
- Alveoflexus N. I. Hendey & P. A. Sims, 1984(A)
- Ancoropsis N. I. Hendey & P. A. Sims, 1984(A)
- Arcus A. P. Olshtynskaja, 1978(A)
- Baxteria Van Heurck, 1896, nom. rejic.(A)
  - Baxteria bruniiᵀ Van Heurck 1896 (A) (nach AlgaeBase ein Synonym für Baxteriopsis brunii)
  - Baxteria formosa Brun 1896(A)
- Baxteriopsis G. Karsten, 1928(A) bzw. G. Karsten in A. Engler & K. Prantl, 1928(†W)

Baxteriopsis bruniiᵀ (Van Heurck) G.Karsten 1928(A)
- Bicornis J. Fenner, 1994(A)
- Bonea R. Ross & P. A. Sims, 1987(A)
- Dextradonator R. Ross & P. A. Sims, 1980(A)
- Fennerbicornis S. Blanco, 2020(†A,†W) [Bicornis J. Fenner, 1994(W)]
  - Fennerbicornis kittoniiᵀ (Grunow) Blanco, 2020(†A,†W) (Typusart(W))
- Fontigonium P. A. Sims & N. I. Hendey, 1996(A)
- Fossilarcus S. Blanco, 2020(A)
- Gyrocylindrus N. I. Strelnikova & V. A. Nikolaev, 1995(A) [Cylindrospira A. G. Mitlehner, 1996(A,†W)]
- Keratophora Pantocsek, 1889(A,†W)
- Kittonia E. Grove & G. Sturt, 1887(†W)[A. 4]
- Monile R. Ross & P. A. Sims, 1987(A)
- Monobrachia H. J. Schrader, 1976(A)
- Pseudorutilaria (Grove & Sturt ex De Toni & Levi) Grove & Sturt ex De Toni, 1894(A,†W)
- Rymariopsis J. Witkowski & D. M. Harwood, 2011(A,†W)
- Strelnikovia R. Ross & P. A. Sims, 1985(†A,W) (Süßwasserart)(W)[8][9][A. 2]
  - Strelnikovia antiquaᵀ (Strel’nikova) R. Ross & P. A. Sims 1985 [Rutilaria antiqua Streln. 1964 (1965)][9] (Typusart(A)) –  Obere Kreide(A) (in WoRMS ist Strelnikovia antiqua ein Synonym und Rutilaria antiqua der gültige Name, aber unsicher)
  - Strelnikovia incerta Ross & Sims, 1985 – Oberes Eozän („ex stratis eocaenicis superioribus“)[9]
  - Strelnikovia inclinata Ross & Sims, 1985 – Kreide („ex stratis cretaceis“)[9]
  - Strelnikovia reniformis Ross & Sims, 1985 – Kreide („ex stratis cretaceis“)[9]
  - Strelnikovia tumida Ross & Sims, 1985 – Obere Kreide („ex stratis cretaceis superioribus“)[9]
- Sphynctolethus Hanna, 1927(A,W)
- Syringidium Ehrenberg, 1845(A)
- Trinacria Heiberg, 1863(†A,†W)
  - Trinacria reginaᵀ Heiberg, 1863(†A,†W) (Typusart(A))
- Williamriedelia Prema & Desikachary, 2012(A,†W) [Riedelia A. P. Jousé & V. S. Sheshukova-Poretzkaya, 1971(A,W)]
  - Williamriedelia mirabilisᵀ (Jousé in Jousé & Sheshuk) Desikachary & Prema 2012(W,A) (Typusart(A))

Verschiebung:
- Huttoniella G. Karsten, 1928(A) ⇒ Neohuttonia O. Kuntze, 1898 (Biddulphiaceae, Klasse Mediophyceae)(A)

(A) – AlgaeBase
(W) – World Register of Marine Species (WoRMS)
(N) – Taxonomie des National Center for Biotechnology Information (NCBI)
† – nur fossil (alle Arten)
T – Typusart

## Chilenische und antarktische Meere als Habitat
Patricio Rivera et al vertieften 2003 Untersuchungen des Teams aus den Jahren 1983 und 1990 über die Familie Hemiaulaceae in chilenischen und antarktischen Meeren.
Die Ziele dieser Arbeit bestanden darin, ein genaueres Bild über die Gattungen und Arten der Familie Hemiaulaceae in diesen Gewässern zu liefern, insbesondere auch die Morphologie ihrer Schalen und mögliche Unterschiede zu Populationen aus anderen Gegenden zu beschreiben, da zuvor nur sehr wenige taxonomische Untersuchungen an chilenischen Kieselalgen (Meeres- und Süßwasser) durchgeführt wurden.
Nach dieser Arbeit wurden von den die vier rezenten Gattungen in chilenischen oder antarktischen Meeresumgebungen mit den folgende Arten gemeldet:
- Cerataulina pelagica (synonym C. bergonii)
- Hemiaulus sinensis
- Hemiaulus membranaceus
- Climacodium biconcavum (aktuell: Eucampia biconcava)
- Eucampia antarctica  [Moelleria antarctica] (nach WoRMS als Neomoelleria antarctica evtl. kein Mitglied der Familie)
- Eucampia cornuta [Moelleria cornuta] (nach WoRMS als Neomoelleria cornuta evtl. kein Mitglied der Familie)
- Eucampia zodiacus

Mit Ausnahme von E. antarctica, das in antarktischen Gewässern bis zur Drakestraße (Drake-Passage) verbreitet ist, sind die übrigen Arten im neritischen Phytoplankton chilenischer Meeresgebiete weit verbreitet, ohne jedoch intensive Blüten zu bilden.
Die früheren Identifizierungen der Gattungen Hemiaulus und Climacodium für die Meere vor Nord- und Zentralchile halten  Rivera et al (2003) allerdings für Fehlbestimmungen von Eucampia zodiacus f. gerade Rivera, Avaria & Cruces, sodass als sicher nachgewiesene Gattungen nur Cerataulina und Eucampia (nach WoRMS damit auch Neomoelleria) übrig blieben.

## Bildergalerie

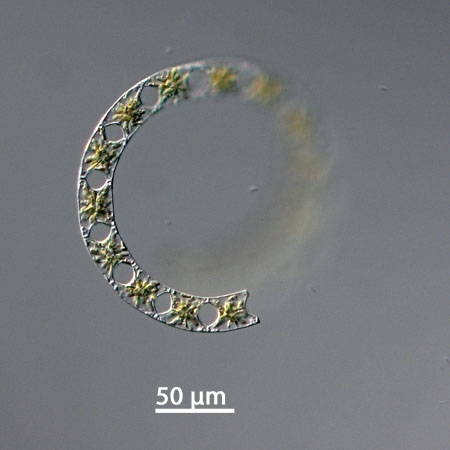
Eine Kette lebender Zellen von Eucampia zodiacus, geprobt von der Station Helgoland Roads am 5. September 2017.
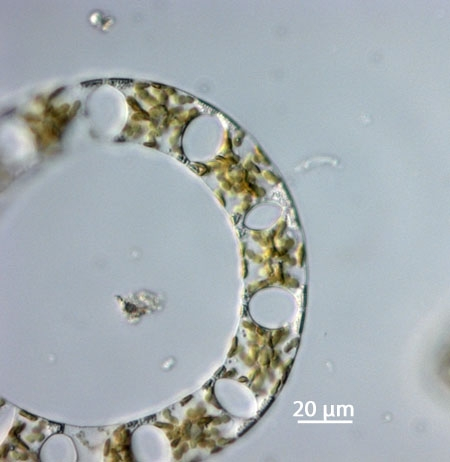
Eine Kette lebender Zellen von Eucampia zodiacus, geprobt von der Station Helgoland Roads am 19. September 2017.
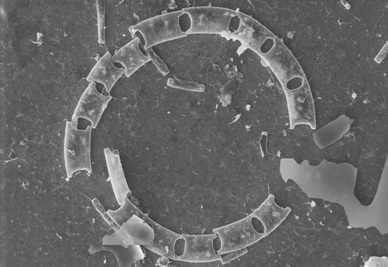
EM-Aufnahme von Eucampia zodiacus
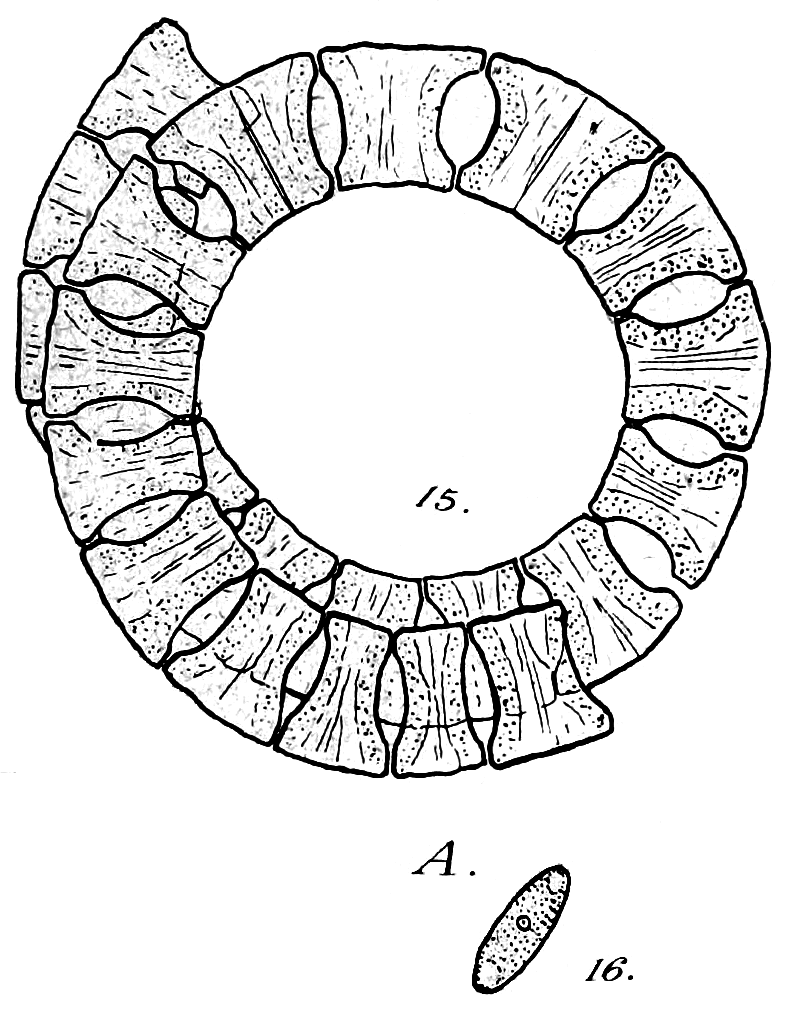
Eucampia zodiacus Ehrenberg, 1839 (Meerwasser). 15: Kette von Frusteln. 16, Frusteln, vom Ende aus gesehen, 40 bis 55 µm lang.
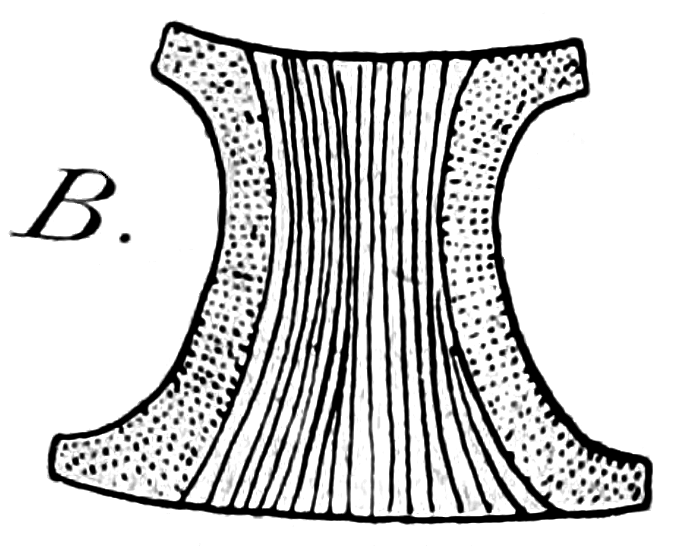
Eucampia cornuta (Cleve) Grunow, 1883 — Frustel.
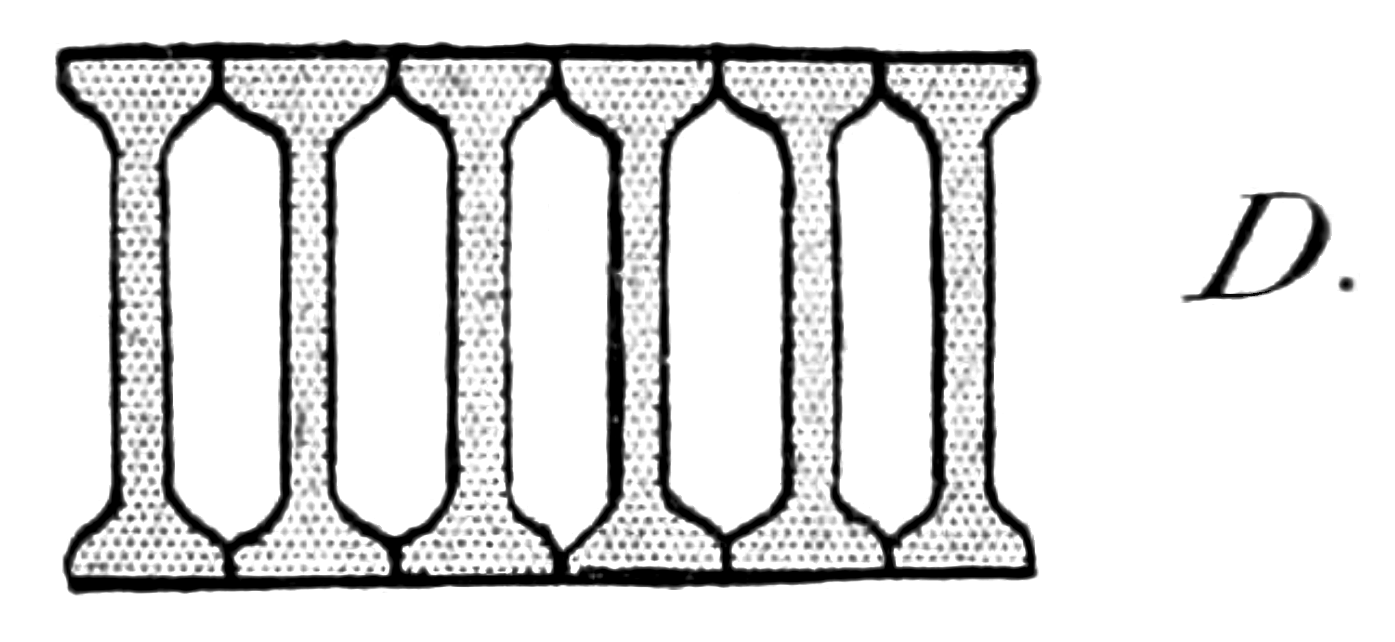
Climacodium frauenfeldianum Grunow, 1868 — Phase der Vereinigung der Frusteln (Schemazeichnung)
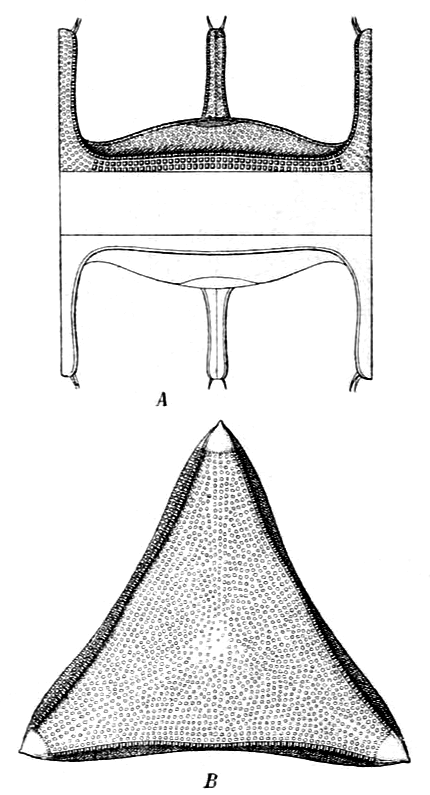
Trinacria regina [Hemiaulus regina] A: Gürtelansicht B: Schalenansicht
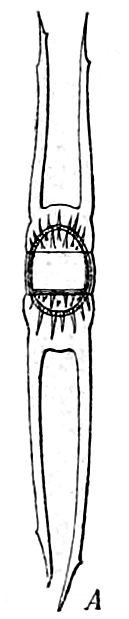
Fennerbicornis kitonii [Hemiaulus kitonii], mit Ruhesporen.
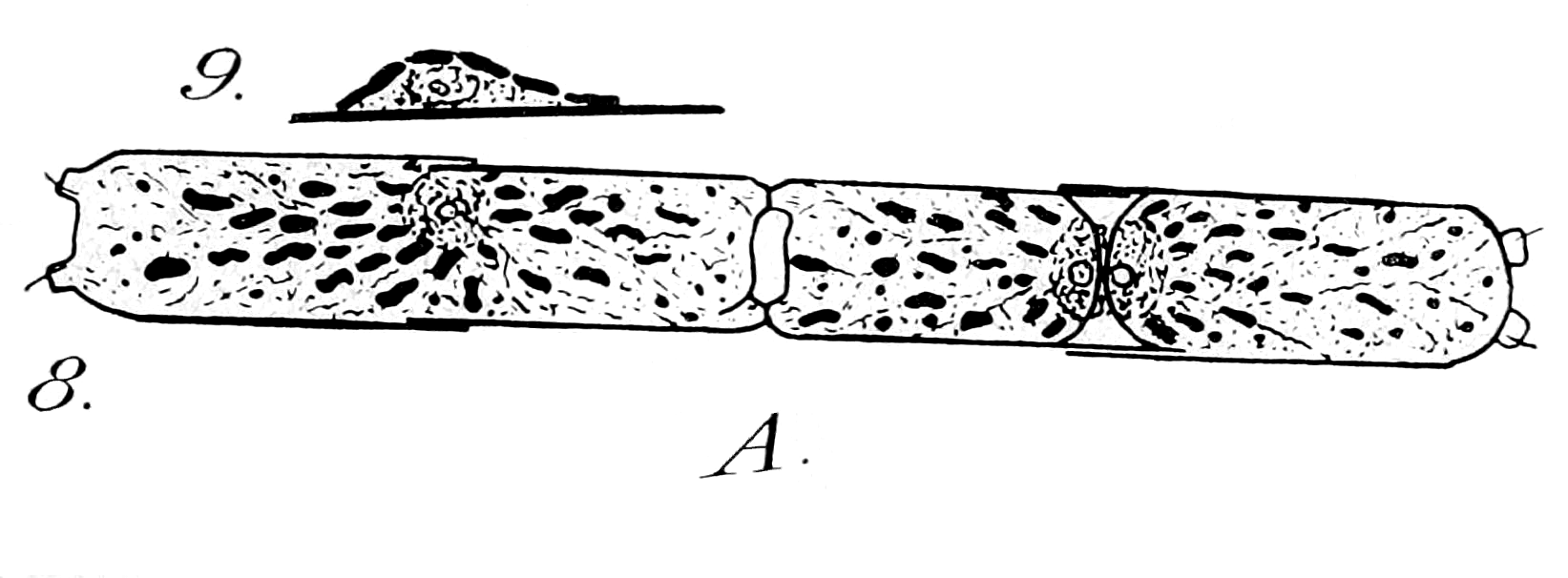
Cerataulina bergonii (H. Peragallo) F. Schütt 1896. (8): zwei Frusteln mit Chromatophoren, (9), Kern mit Chromatophoren.

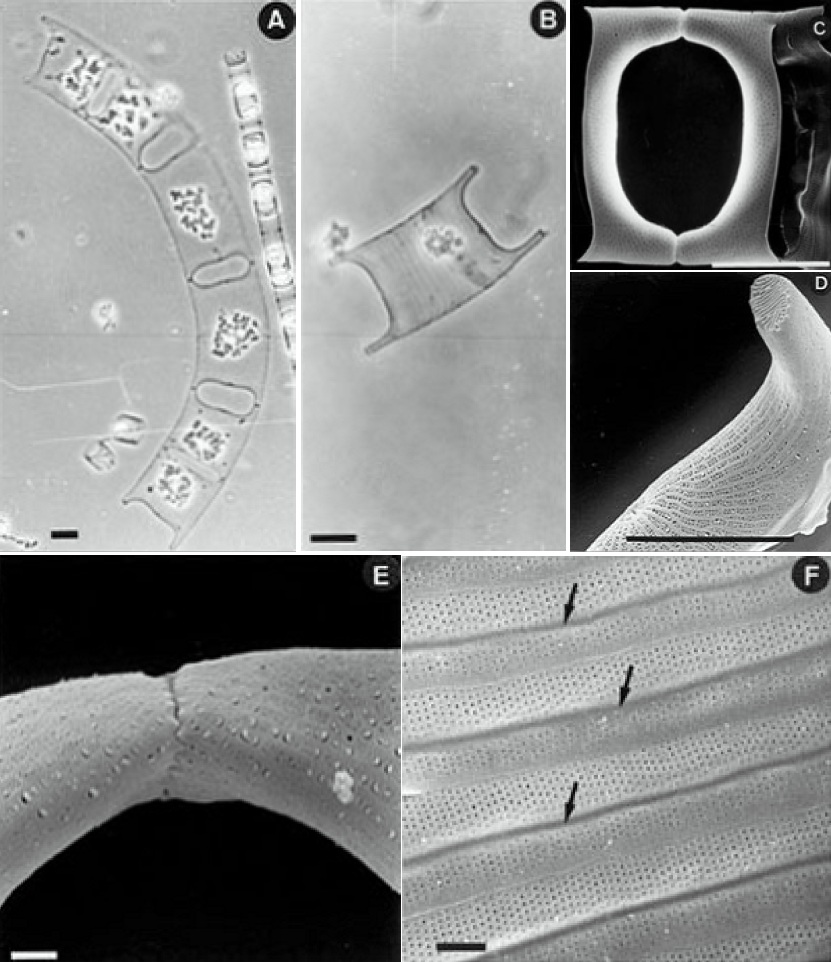
Eucampia zodiacus f. cylindrocornis
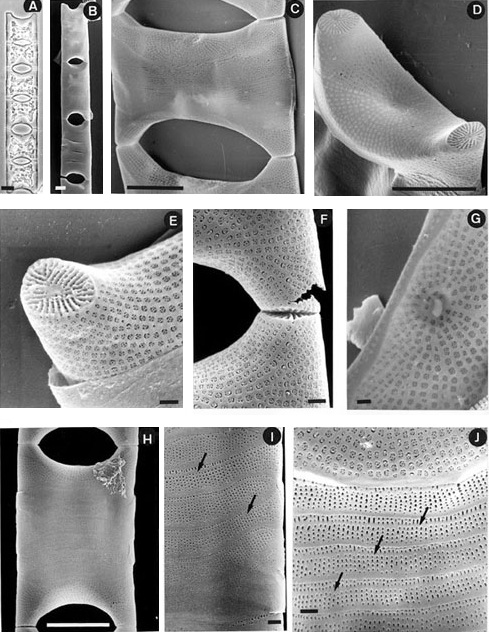
Eucampia zodiacus f. recta
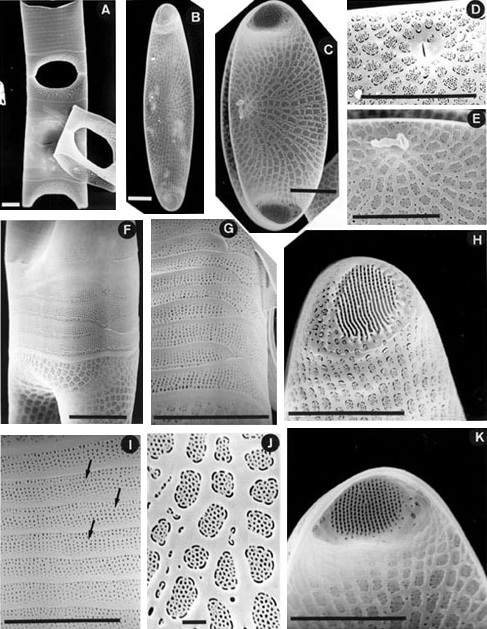
Eucampia antarctica (?⇒ Neomoelleria antarctica)
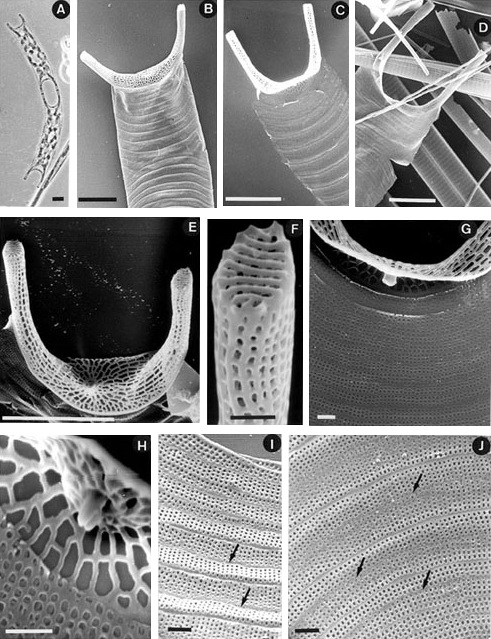
Eucampia cornuta(?⇒ Neomoelleria cornuta)
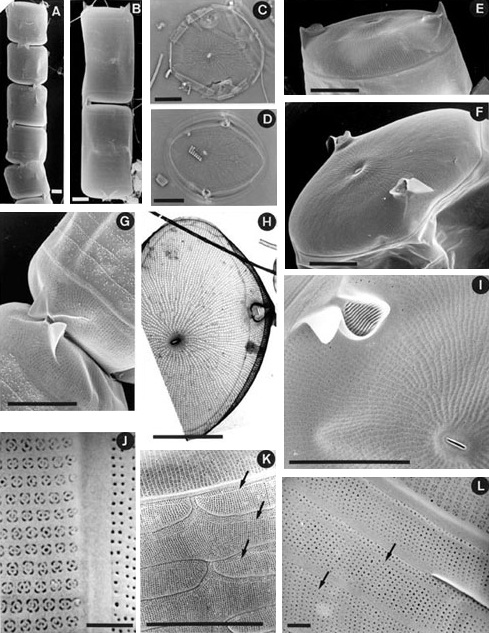
Cerataulina pelagica [C. bergonii]